# Агєєв Сергій Ігорович
Сергій Ігорович Агєєв (1987—2024) — молодший лейтенант збройних сил України, учасник російсько-української війни.

## Життєпис
Народився 25 січня 1987 року  в Конотопі. 
Закінчив ліцей №2, після чого вступив до Класичного коледжу СумДУ (тоді Політехнічний технікум) та з 2002 по 2007 роки навчався за спеціальністю «Обробка матеріалів на верстатах та автоматичних лініях».
Під час повномасштабного вторгнення був начальником розвідки стрілецького батальйону.
Загинув 7 грудня 2024 року на Донеччині під час виконання службових обов'язків.

## Нагороди
- Орден Богдана Хмельницького III ступеня (2024) — за особисту мужність, виявлену у захисті державного суверенітету та територіальної цілісності України, самовіддане виконання військового обов'язку[3].